# Peter Nottet
Peter Nottet (n. 23 septembrie 1944, Haga, Olanda de Sud, Țările de Jos) este un patinator de viteză ce a reprezentat Regatul Țărilor de Jos, medaliat olimpic. A participat la 2 ediții ale Jocurilor Olimpice (1964, 1968) în care a câștigat o medalie de bronz.